# Kim Dobson
Pour les articles homonymes, voir Dobson.
Kim Dobson, née Sommer le 16 mai 1984 à Midland au Texas, est une coureuse de fond américaine spécialisée en course en montagne. Elle a remporté deux médailles aux championnats du monde de course en montagne longue distance. Elle a également remporté le marathon de Pikes Peak en 2016.

## Biographie
Née à Midland au Texas, Kim grandit à Littleton au Colorado. Elle commence la course à pied sur le tard. Pratiquant d'abord ce sport comme loisir et randonnant en montagne avec son mari, elle combine ses deux passions lorsqu'elle fait la rencontre de Brandy Erholtz et Scott Elliott qui l'encouragent à essayer la course en montagne. En 2009, elle participe pour la première fois à l'ascension de Pikes Peak avec son mari et termine deuxième. Cette expérience la pousse à se lancer en compétition dans cette discipline,.
Elle confirme son talent pour la discipline en 2010. Le 19 juin, elle bat de cinq minutes le record féminin de l'ascension du mont Evans. Elle répète sa deuxième place à l'ascension de Pikes Peak le 21 août en rattrapant Brandy Erholtz sur la fin. La course comptant comme Challenge mondial de course en montagne longue distance, elle remporte la médaille d'argent. Ne faisant pas partie de l'équipe nationale, elle n'est cependant pas comptée au classement par équipes remporté par les États-Unis.
Le 18 août 2012, elle remporte sa seconde victoire à l'ascension de Pikes Peak. Dominant la course, elle termine près de quinze minutes devant Ellie Keyser et établit un nouveau record du parcours en 2 h 24 min 59 s, battant de plus de huit minutes le précédent record établi par Lynn Bjorklund en 1981. Le 8 septembre, elle prend part au Challenge mondial de course en montagne longue distance disputé dans le cadre du marathon de la Jungfrau, cette fois-ci en tant que membre de l'équipe nationale. La Française Aline Camboulives prend les commandes de la course mais se fait dépasser par Stevie Kremer à Wengen. L'Autrichienne Sabine Reiner double ensuite la Française, tout comme Kim qui termine sur la troisième marche du podium. Stevie Kremer n'étant pas dans l'équipe américaine, c'est Kim qui permet à son équipe de remporter la médaille d'or.
Treize mois après avoir donné naissance à son premier enfant, son mari lui suggère de se lancer un nouveau défi en réalisant le doublé de Pikes Peak, à savoir l'ascension et le marathon. Kim remporte sa quatrième victoire à l'ascension et réalise une bonne course pour terminer troisième du marathon. Elle remporte ainsi le doublé avec le meilleur temps féminin de l'histoire,.
Le 12 juin 2016, elle améliore le record de l'ascension du mont Evans en 1 h 55 min 38 s. Elle devient la seconde femme à descendre sous la barre des deux heures après Stevie Kremer en 2012. Elle remporte à nouveau le doublé le Pikes Peak en s'imposant cette fois sur l'ascension et le marathon.
Le 12 décembre 2019, elle participe à son premier ultra-trail de 50 milles, le McDowell Mountain Frenzy 50. Elle domine la course et remporte la victoire en 7 h 44 min 43 s, terminant 40 minutes devant le vainqueur masculin Kent Warlick.

## Palmarès
| no  | féminin            | Course                                                  | Longueur | Départ           | Temps           |
| --- | ------------------ | ------------------------------------------------------- | -------- | ---------------- | --------------- |
| 17e | Médaille d'argent  | Ascension de Pikes Peak                                 | 21,4 km  | 15 août 2009     | 2 h 41 min 49 s |
|     | Médaille d'or      | Ascension du Mont Evans                                 | 23,3 km  | 19 juin 2010     | 2 h 1 min 39 s  |
| 29e | Médaille d'argent  | Challenge mondial de course en montagne longue distance | 21,4 km  | 21 août 2010     | 2 h 41 min 51 s |
| 24e | Médaille d'or      | Course du Mont Washington                               | 12,23 km | 18 juin 2011     | 1 h 12 min 11 s |
| 12e | Médaille d'or      | Ascension de Pikes Peak                                 | 21,4 km  | 20 août 2011     | 2 h 34 min 7 s  |
| 31e | Médaille d'or      | Course du Mont Washington                               | 12,23 km | 16 juin 2012     | 1 h 9 min 25 s  |
| 6e  | Médaille d'or      | Ascension de Pikes Peak                                 | 21,4 km  | 18 août 2012     | 2 h 24 min 59 s |
| 46e | Médaille de bronze | Challenge mondial de course en montagne longue distance | 42,2 km  | 8 septembre 2012 | 3 h 26 min 58 s |
| 13e | Médaille d'or      | Ascension de Pikes Peak                                 | 21,4 km  | 17 août 2013     | 2 h 41 min 43 s |
| 20e | Médaille d'or      | Course du Mont Washington                               | 12,23 km | 20 juin 2015     | 1 h 11 min 39 s |
| 11e | Médaille d'or      | Ascension de Pikes Peak                                 | 21,4 km  | 15 août 2015     | 2 h 40 min 44 s |
| 16e | Médaille de bronze | Marathon de Pikes Peak                                  | 42,2 km  | 16 août 2015     | 4 h 46 min 59 s |
| 6e  | Médaille d'or      | Ascension du Mont Evans                                 | 23,3 km  | 12 juin 2016     | 1 h 55 min 38 s |
| 9e  | Médaille d'or      | Course du Mont Washington                               | 12,23 km | 18 juin 2016     | 1 h 9 min 33 s  |
| 12e | Médaille d'or      | Ascension de Pikes Peak                                 | 21,4 km  | 20 août 2016     | 2 h 34 min 39 s |
| 17e | Médaille d'or      | Marathon de Pikes Peak                                  | 42,2 km  | 21 août 2016     | 4 h 44 min 44 s |
| 7e  | Médaille d'or      | Course du Mont Washington                               | 12,23 km | 16 juin 2018     | 1 h 11 min 42 s |
| 18e | Médaille d'or      | Ascension de Pikes Peak                                 | 11,3 km  | 18 août 2018     | 1 h 15 min 48 s |
| 13e | Médaille d'or      | Ascension de Pikes Peak                                 | 21,4 km  | 24 août 2019     | 2 h 41 min 42 s |
| 7e  | Médaille d'or      | Course du Mont Washington                               | 12,23 km | 19 juin 2021     | 1 h 11 min 16 s |
| 10e | Médaille d'or      | Course du Mont Washington                               | 6,1 km   | 18 juin 2022     | 31 min 59 s     |

## Records
| Épreuve       | Performance     | Date            | Lieu    |
| ------------- | --------------- | --------------- | ------- |
| Semi-marathon | 1 h 21 min 13 s | 9 octobre 2011  | Denver  |
| Marathon      | 2 h 56 min 37 s | 14 janvier 2012 | Houston |